# Kovrágy
Kovrágy románul: Covragiu, település Romániában, Erdélyben, Hunyad megyében.

## Fekvése
Hátszegtől keletre fekvő település.

## Története
Kovrágy, Kóród nevét 1453-ban Korod néven említette először oklevél.
1458-ban Kowrach, 1506-ban Kowragh, 1511-ben Kowrach 1733-ban Kovráss, 1750-ben Kovrad, 1808-ban Kovrágy ~ Kövrégy, Kavrács, 1861-ben Kovrágy, 1913-ban Kovrágy néven írták.
Kovrágy Déva vár tartozéka volt, később a Brettyei, Obr. Pogány, Erdélyi, Kolonityi, Kovrágyi Horvát, Barcsai, Márgai, Szecseli ~ Szacsali ~ Szecseli Móré családok voltak birtokosai.
A trianoni békeszerződés előtt Hunyad vármegye Hátszegi járásához tartozott.
1910-ben 459 lakosából 445 román, 459 görög kelti ortodox volt.